# Мохамадия
Мохамадия (Мохаммадия, Мохаммедия араб. المحمدية‎) — город и коммуна в Алжире, в вилайете Маскара, к северу от города Маскара и к югу от порта Мостаганем. В городе находится машиностроительный завод по производству электротехники и электроники. Основан во время французской колонизации под названием Перрего (фр. Perrégaux) на руинах римского каструма Кастра-Нова (лат. Castra Nova — «Новый лагерь»).
В городе находится футбольный клуб СА Мохаммадия, выступающий в третьем дивизионе (LNFA) в 2019/2020 году.